# Deutsche Handballmeisterschaft 1957
Die Deutsche Handballmeisterschaft 1957 war die achte vom DHB ausgerichtete Endrunde um die Deutsche Meisterschaft im Hallenhandball der Männer. Sie wurde am 9. und 10. März 1957 vor 7.000 Zuschauern in der Kieler Ostseehalle ausgespielt, in einem Endrundenturnier mit Gruppenphase in der Vorrunde.
Der spätere deutsche Rekordmeister THW Kiel konnte den Heimvorteil nutzen und in diesem Jahr seinen ersten Hallen-Titel feiern; im Endspiel besiegten die Kieler den TC Frisch Auf Göppingen mit 7:5.

## Modus
Teilnahmeberechtigt an der Endrunde waren die Meister der fünf Regionalverbände sowie der Vizemeister des gastgebenden Verbandes, in diesem Jahr des Norddeutschen Handballverbands. In zwei Vorrundengruppen qualifizierten sich die jeweils ersten beiden Mannschaften für das Halbfinale, die jeweils Gruppenletzten spielten um Platz fünf.
In der Vorrundengruppe A spielten der THW Kiel (Regionalverbandsmeister Nord), die TSG Haßloch (Regionalverbandsmeister Südwest) und der TC Frisch Auf Göppingen (Regionalverbandsmeister Süd).
In der anderen Gruppe trafen der VfL Wolfsburg (Vizemeister Regionalverband Nord), der Titelverteidiger Berliner SV 1892 (Regional-/Landesverbandsmeister Berlin) und der SV Westerholt (Regionalverbandsmeister West) aufeinander.
Die Spieldauer betrug 2 × 20 Minuten.

## Turnierverlauf
Der Turniersieger, die Mannschaft des TV Hassee-Winterbek aus Kiel um den damaligen Rekordnationalspieler Hein Dahlinger, hatte sich nach Einschätzung zeitgenössischer Beobachter vor allem durch die Konstanz und Stabilität in der Abwehr ausgezeichnet; im Angriff konnten sie darauf vertrauen, dass Dahlinger als „überragende Spielerpersönlichkeit“ des Turniers in den entscheidenden Momenten seine individuelle Stärke ausspielen konnte. Dies reichte aus, dem Angriffswirbel der Göppinger sowohl in der Vorrunde als auch im Finalspiel standzuhalten.
Die immer noch sehr jungen Göppinger dagegen, nochmals angetrieben vom inzwischen 35-jährigen Bernhard Kempa in seiner letzten Spielzeit als aktiver Handballer, konnten ihre Angriffsstärke nicht konstant genug ausspielen. Im Halbfinalspiel gegen den Vorjahresmeister BSV 1892 wurde dies besonders auffällig: Frisch Auf führte nach fünf Minuten bereits mit 5:0, brach dann aber ein und gewann am Ende glücklich mit 7:6, weil der BSV einen Siebenmeter in der letzten Sekunde des Spiels verwarf.

### Vorrunde
Vorrundenspiele Gruppe A, 9. März
THW Kiel – TSG Haßloch: 6:2
THW Kiel – TC Frisch Auf Göppingen: 8:6
TC Frisch Auf Göppingen – TSG Haßloch: 10:9
|    | Abschlusstabelle Gruppe A | Sp. | S | U | N | Tore  | Diff. | Punkte |
| -- | ------------------------- | --- | - | - | - | ----- | ----- | ------ |
| 1. | THW Kiel                  | 2   | 2 | 0 | 0 | 14:8  | +6    | 4:0    |
| 2. | TC Frisch Auf Göppingen   | 2   | 1 | 0 | 1 | 16:17 | −1    | 2:2    |
| 3. | TSG Haßloch               | 2   | 0 | 0 | 2 | 11:16 | −5    | 0:4    |

Vorrundenspiele Gruppe B, 9. März
Berliner SV 1892 – SV Westerholt: 10:6
SV Westerholt – VfL Wolfsburg: 10:5
Berliner SV 1892 – VfL Wolfsburg: 13:8
|    | Abschlusstabelle Gruppe B | Sp. | S | U | N | Tore  | Diff. | Punkte |
| -- | ------------------------- | --- | - | - | - | ----- | ----- | ------ |
| 1. | Berliner SV 1892          | 2   | 2 | 0 | 0 | 23:14 | +9    | 4:0    |
| 2. | SV Westerholt             | 2   | 1 | 0 | 1 | 16:15 | +1    | 2:2    |
| 3. | VfL Wolfsburg             | 2   | 0 | 0 | 2 | 13:23 | −10   | 0:4    |

### Finalrunde
Halbfinale, 10. März
THW Kiel – SV Westerholt: 7:6
Berliner SV 1892 – TC Frisch Auf Göppingen: 6:7
Spiel um Platz fünf, 10. März
TSG Haßloch – VfL Wolfsburg: 9:12
Spiel um Platz drei, 10. März
Berliner SV 1892 – SV Westerholt: 10:11
Finale
THW Kiel – TC Frisch Auf Göppingen: 7:5

### Die Meistermannschaft

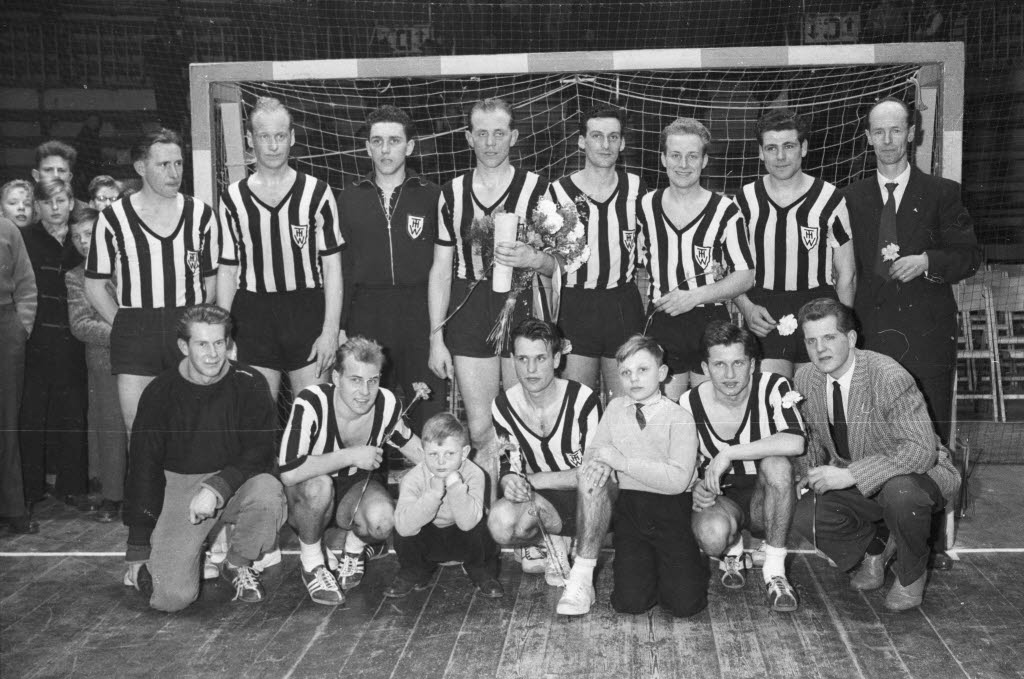
Die Meistermannschaft

| THW Kiel | THW Kiel |
| -------- | --- |
|          | Hans-Jürgen Hinrichs, Gert Knop, Manfred Baller, Kurt Bartels, Gerd Beck, Heinrich Dahlinger, Arthur Heinzel, Hans Lietz, Karl-Heinz Rieckmann, Horst Rittke, Heinz-Georg Sievers, Karl-Friedrich Stoldt Trainer: Fritz Westheider |